# Superman (песня Аллы Пугачёвой)
«Superman» — виниловый сингл, выпущенный в Швеции в 1985 году, и его одноимённая заглавная песня (русское название — «Робинзо́н»), написанная композитором Юрием Чернавским и вошедшая в репертуар Аллы Пугачёвой. Песня занимала верхние строчки хит-парадов в СССР (русский вариант) и в Западной Европе (английский вариант).

## История создания песни

Аллa Пугачёвa исполняет песню «Робинзон» в кинофильме «Сезон чудес» (1985)

### Русский вариант

#### «Робинзон»
Первоначально песня была создана Юрием Чернавским для музыкального кинофильма режиссёра Георгия Юнгвальд-Хилькевича «Сезон чудес», который вышел на экраны в 1985 году. В русском варианте (на слова Л. Дербенева) песня называлась «Робинзон» и быстро завоевала популярность в Советском Союзе.
По версии газеты «Московский комсомолец», «Робинзон» и ещё одна песня Чернавского из фильма «Сезон чудес», «Белая дверь», также исполненная Аллой Пугачёвой, были названы лучшими в СССР в 1985 году, а сам композитор занял вторую строчку в списке лучших советских популярных композиторов (вслед за Раймондом Паулсом) и был первым в категории аранжировки (за музыку к кинофильму «Сезон чудес»).

#### Критика в советской прессе
В связи с популярностью «Робинзона» Ю. Чернавского и других его песен из фильма «Сезон чудес» музыкальная критика разделилась на две противоположные стороны — от похвалы и восторга до выраженного неприятия. Так, Дмитрий Шавырин, ведущий рубрики «Звуковая дорожка» в «Московском комсомольце», отмечал:
…Чернавский много экспериментирует, ищет новый подход к музыкальной фактуре, активно сотрудничает с кинематографом, мультипликацией, работает над созданием музыки к эстрадным представлениям, пишет песни для Аллы Пугачёвой, поэтому, естественно, имеет своего слушателя…
Однако звучали и критические выступления в адрес фильма «Сезон чудес» и песни «Робинзон», как это случилось на страницах ленинградской газеты «Смена»:
В прокате продолжают «крутиться» два фильма с участием Алла Пугачёвой: «Сезон чудес» и «Пришла и говорю». Публика шла на эти фильмы толпами, а критика не оставляла от них камня на камне. Вот что писали в той же «Смене» И. Ильина и Ю. Павлов: «Понятно, для чего певица понадобилась автору „Сезона чудес“, печально знаменитому режиссёру Г. Юнгвальд-Хилькевичу, на всех, без исключения, картинах которого буквально живого места нет от критических стрел и поношений, а он себе снимает и снимает один опус за другим. Недаром же в рекламных аннотациях к фильму ни о сюжете, ни об исполнителях центральных ролей — ни словечка, а появляющиеся на считанные минуты, „за уши притянутые“ к фильму М. Боярский и А. Пугачёва набраны аршинными буквами. Грустно, но факт: популярные артисты оказались тут в малопривлекательной роли приманки для зрителя…

Что же подвигло А. Пугачёву на участие в столь сомнительном произведении? Конечно же не страстное желание исполнить с экрана на редкость содержательную песенку, состоящую из сто раз повторённого на разные лады „Роби-роби-Робинзон!“».

Впервые песня «Superman» прозвучала на пластинке А. Пугачёвой «Watch Out!» (1985)

### Английский вариант

#### «Watch out!»
В 1985 году Алла Пугачёва записала в Стокгольме вместе с бэк-вокалистами знаменитой шведской группы «ABBA» лонгплей-альбом под названием «Watch out!». Его продюсером выступил Леннарт Шёхольм (швед. Lennart Sjöholm). На этой пластинке впервые прозвучал английский вариант песни «Робинзон» — «Superman»; он был поставлен в альбоме третьим номером. Автором английского текста, как и многих других композиций пластинки, стала Ингела «Плинг» Форсман (швед. Ingela "Pling" Forsman), одна из наиболее популярных шведских поэтов-песенников. Однако в СССР песня была запрещена и вычеркнута из списка композиций русской перепечатки альбома, который был выпущен фирмой «Мелодия» в том же году, но под другим названием — «Алла Пугачёва в Стокгольме».
Второй композицией Чернавского на пластинке «Watch out!» была песня «Through the Eyes of a Child», широко известная в бывшем СССР под названием «Белая дверь».
В записи песни «Superman», как и большинства других композиций альбома, участвовали следующие шведские музыканты:
- Леннарт Шёхольм — аранжировка;
- Пер Линдваль (Per Lindvall) — барабаны и перкуссия;
- Рутгер Гуннарсон (Rutger Gunnarson) — бас-гитара;
- Лассе Велландер (Lasse Wellander) — гитара;
- Петер Юнг (Peter Ljung) — клавишные и синтезаторы;
- Лейф Линдваль (Leif Lindvall), Магнус Юханссон (Magnus Johansson), Урбан Виборг (Urban Wiborg), Юхан Стенгорд (Johan Stengard) — духовые;
- Юхан Стенгорд (Johan Stengard) — саксофон-соло;
- Лиза Ёман (Liza Öhman), Лотта Педерсен (Lotta Pedersen), Диана Нунец (Diana Nunez), Лассе Вестман (Lasse Westman), Леннарт Шёхольм (Lennart Sjoholm) — вокальная группа (бэк-вокал);
- Якоб Далин (Jacob Dahlin) — дополнительный вокал.

#### Выход сингла «Superman»
Композиция «Superman» в исполнении Пугачёвой стала заглавной песней одноимённого сингла, который был выпущен сразу после альбома «Watch out!», и была включена в программу многочисленных шведских телешоу, в том числе знаменитой «Лестницы Якоба» (швед. «Jacobs stege») известного телеведущего-шоумена Якоба Далина (швед. Jacob Dahlin). Именно Якоб Далин, с которым советская певица в то время активно сотрудничала, подпел в качестве партнёра Аллы в песне и был запечатлён в образе «Супермена» на обложке сингла.
На этом же сингле была ещё композиция «Every Night And Every Day» (музыка А. Пугачёвой, английские стихи Я. Далина), известная в бывшем СССР под названием «Как тревожен этот путь».

## Дальнейшая судьба песни
Песня «Superman» звучала в программе Международного фестиваля «Индия-СССР», проходившего в течение двух лет (1987—1988) в более чем 30 городах Индии и СССР. На фестивальных стадионных шоу номер А. Пугачёвой «Superman», вызывал большой ажиотаж у индийской публики, присутствовавшей на концертах.
Алла Борисовна не боялась экспериментировать, и когда на экраны вышел фильм под названием «Сезон чудес» (музыка Чернавского, режиссёр — все тот же Георгий Юнгвальд-Хилькевич), никого не удивила поверхностная, на первый взгляд, весёлая песенка «Робинзон». Хит получился настолько удачным, что с его англоязычной версией Superman примадонна позже разъезжала по зарубежным гастролям.
Песни «Superman» и «Through the Eyes of a Child», впервые в истории советской поп-музыки выпущенные на английском языке, занимали высшие места в западноевропейских хит-парадах. Так, в Швеции сингл «Superman» занял первое место в чарте.
Между тем, этот успех был проигнорирован советскими СМИ, и только в начале 1990-х годов в прессе было упомянуто о таком факте.

На приёме в шведском посольстве в честь нового хита «Superman», где присутствовали Алла, продюсер, представитель рекорд-компании «World Record Music», ребята из группы «ABBA» и многие другие, ко мне подошёл шведский посол:
— Поздравляю с хитом № 1, — пожимает он мне руку, — первые 150 тысяч долларов ты уже заработал, давайте ещё музыку…
Фрида (солистка из «ABBA») пригласила меня на запись её нового альбома, продюсируемого Филом Коллинзом, прислала мне приглашение в ОВИР, но…
…В ОВИРЕ мои документы быстро «потеряли»… а через год на моём счету в ВААП (советском авторском обществе) было представлено к выплате за «Superman»… 180 рублей (?), с копейками…

Вот такая блестящая карьера в СССР…— Ю. А. Чернавский, «Архивы Банановых островов». Том I

## Переиздания
Позднее песня многократно переиздавалась на грампластинках, аудиокассетах и компакт-дисках как в русском, так и в английском вариантах. Например, в сборнике аудиокассет «Вся Алла Пугачёва» («General Records», 1994), в частности, на третьей кассете «Молодой человек, пригласите танцевать», записана песня «Супермен», хотя на обложке ошибочно указан «Робинзон». На постсоветском издании альбома «Алла Пугачёва в Стокгольме» («General Records», CD, 1996), в отличие от пластинки «Мелодии» 1985 года, этот хит также присутствовал.

Альбом группы The Pinks «The Pink’s Superman / Pink & Rock’n Roll» (1985)

Песня «Superman» обозначена первым номером в альбоме «The Pink’s Superman / Pink & Rock’n Roll» (1985)

## Другие исполнители
Песню «Superman» в 1980-х годах перепевали западные группы, в частности, шведская группа «The Pinks», которая даже озаглавила в 1985 году свой новый альбом «The Pink’s Superman / Pink & Rock’n Roll» (продюсер Mikael Wendt). «Superman» на шведском языке был заглавной песней не только на этом лонгплее, но и на последующих компакт-дисках группы — «Kultbandet The Pinks» (1995) и «Kultbandet The Pinks / The Pinks Great Hits» (2006, на двух CD); причём на втором диске сборника 2006 года, «The Pinks Great Hits», композиция была выпущена в двух версиях (вторая была ремиксом первой).
В 1997 году российская группа «Кар-мэн» участвовала в проекте «Сюрприз от Аллы Пугачёвой» и записала на одном из двух компакт-дисков этого сборника ремикс на песню «Робинзон».
Игорь Григорьев записал песню в своем альбоме «Музыкальный Аттракцион». Альбом вышел в год 70-го юбилея Юрия Чернавского и посвящен ему.